# Warter
Warter – wieś w Anglii, w hrabstwie East Riding of Yorkshire. Leży 32 km na północny zachód od miasta Hull i 273 km na północ od Londynu. W 2001 miejscowość liczyła 159 mieszkańców.